# Lista de autores portugueses que entram em domínio público em 2024
Quando o direito autoral de uma obra expira, ela entra em domínio público.
Em Portugal, uma obra entra em domínio público 70 anos após a morte do autor.
Segue-se uma lista de autores Portugueses cujas obras entram em domínio público em 2024.
| Nome                                | Data de Nascimento | Data de Morte | Item no Wikidata                                 |
| ----------------------------------- | ------------------ | ------------- | ------------------------------------------------ |
| Miguel José Nogueira Júnior         | 1883               | 1953          | Miguel Nogueira Júnior (Q10329823)               |
| Francisco Aprígio Mafra             | 1887               | 1953          | Francisco Aprígio Mafra (Q124025759)             |
| António da Costa Leão               | 1889               | 1953          | António da Costa Leão (Q123478107)               |
| Karel Pott                          | 20-8-1904          | 16-12-1953    | Karel Pott (Q6369363)                            |
| António Ribeiro Ferreira            | 17-9-1905          | 13-2-1953     | António Ribeiro Ferreira (Q123614542)            |
| João Calado Rodrigues               | 18-10-1881         | 31-10-1953    | João Calado Rodrigues (Q130494258)               |
| Álvaro de Castelões                 | 1859               | 1953          | Álvaro de Castelões (Q114734347)                 |
| João Baptista Vilares               | 1888               | 1953          | João Baptista Vilares (Q124028341)               |
| Pedro Joyce Dinis                   | 1873               | 1953          | Pedro Joyce Dinis (Q124041802)                   |
| Matias Ferreira de Mira             | 1875               | 1953          | Matias Ferreira de Mira (Q10327374)              |
| Manuel Domingues Basto              | 1891               | 1953          | Manuel Domingues Basto (Q124034280)              |
| António Maria Lisboa                | 1-8-1928           | 11-9-1953     | António Maria Lisboa (Q9619728)                  |
| Henrique Valdez                     | 1884               | 1953          | Henrique Valdez (Q124026495)                     |
| Alberto Artur Sarmento              | 7-7-1878           | 23-3-1953     | Alberto Artur Sarmento (Q85917998)               |
| José Eugénio Dias Ferreira          | 13-11-1882         | 17-1-1953     | José Eugénio Dias Ferreira (Q10309346)           |
| Carlos Roma Machado de Faria e Maia | 6-6-1861           | 21-8-1953     | Carlos Roma Machado de Faria e Maia (Q95286831)  |
| João de Almeida (militar)           | 5-10-1873          | 5-5-1953      | João de Almeida (Q10312420)                      |
| Oldemiro César                      | 25-8-1884          | 27-3-1953     | Oldemiro César (Q124041664)                      |
| Alberto Mac-Bride Fernandes         | 11-9-1886          | 29-1-1953     | Alberto Mac-Bride Fernandes (Q123011509)         |
| Álvaro Manso de Sousa               | 1896               | 1953          | Álvaro Manso de Sousa (Q123054474)               |
| Frederico Gavazzo Perry Vidal       | 1-1-1889           | 1-1-1953      | Frederico Gavazzo Perry Vidal (Q104629527)       |
| Fausto Duarte                       | 1903               | 1953          | Fausto Duarte (Q16864868)                        |
| Domingos Lavadinho                  | 1893               | 1953          | Domingos Lavadinho (Q124025415)                  |
| Henrique Linhares de Lima           | 24-10-1876         | 13-2-1953     | Henrique Linhares de Lima (Q10294788)            |
| Antero de Figueiredo                | 28-11-1866         | 10-4-1953     | Antero de Figueiredo (Q16490948)                 |
| Manuel Lírio                        | 1881               | 1953          | Manuel Lírio (Q124034512)                        |
| Domingos Fezas Vital                | 10-1-1888          | 22-1-1953     | Domingos Fezas Vital (Q10268056)                 |
| Rogério de Andrade                  | 1895               | 1953          | Rogério de Andrade (Q124043056)                  |
| João Paulo Freire                   | 14-9-1885          | 16-1-1953     | João Paulo Freire (Q113804338)                   |
| Quelhas Lima                        | 1897               | 1953          | Quelhas Lima (Q124042015)                        |
| Manuel Homem de Melo da Câmara      | 2-1-1866           | 14-7-1953     | Manuel Homem de Melo da Câmara (Q10324201)       |
| Artur Araújo                        | 11-2-1883          | 14-10-1953    | Artur Araújo (Q123614762)                        |
| João Pina de Morais                 | 1-1-1889           | 1-1-1953      | João Pina de Morais (Q10312078)                  |
| Raul Ferrão                         | 20-10-1890         | 30-4-1953     | Raul Ferrão (Q10357598)                          |
| Francisco Xavier Cândido Guerreiro  | 3-12-1871          | 11-4-1953     | Francisco Xavier Cândido Guerreiro (Q10285219)   |
| Hipólito Raposo                     | 13-2-1885          | 26-8-1953     | Hipólito Raposo (Q2882488)                       |
| Carlos Galrão                       | 21-10-1857         | 3-8-1953      | Carlos Galrão (Q124024738)                       |
| António Augusto Pires de Lima       | 1880               | 1953          | António Augusto Pires de Lima (Q123478076)       |
| Artur Marques de Carvalho           | 1900               | 1953          | Artur Marques de Carvalho (Q123614777)           |
| Adolfo Coelho                       | 1899               | 1953          | José Adolfo Coelho (Q75157655)                   |
| António Vicente Ferreira            | 30-4-1874          | 29-1-1953     | António Vicente Ferreira (Q9620261)              |
| Neves Rodrigues                     | 1891               | 1953          | Neves Rodrigues (Q124034546)                     |
| Adolfo de Azevedo Souto             | 1878               | 1953          | Adolfo de Azevedo Souto (Q123011084)             |
| João Rico                           | 1895               | 1953          | João Rico (Q124028789)                           |
| Damião de Vasconcelos               | 1880               | 28-11-1953    | Damião Augusto de Brito Vasconcelos (Q124024873) |
| Augusto Ferreira Gomes              | 31-8-1892          | 1-2-1953      | Augusto Ferreira Gomes (Q769364)                 |
| Laura Sauvinet                      | 1876               | 1953          | Laura Sauvinet (Q99472389)                       |
| Armando de Matos                    | 14-4-1899          | 1953          | Armando de Matos (Q9629434)                      |
| Manuel Francisco do Estanco Louro   | 6-9-1890           | 21-9-1953     | Manuel Francisco do Estanco Louro (Q10324156)    |
| José Matos Braamcamp                | 1868               | 1953          | José Matos Braamcamp (Q124034187)                |
| Manuel Moreira Júnior               | 25-12-1866         | 18-3-1953     | Manuel António Moreira Júnior (Q10323947)        |
| Francisco Mendonça de Carvalho      | 7-12-1882          | 31-5-1953     | Francisco Mendonça de Carvalho (Q106887548)      |
| Manuel Cardoso do Couto             | 5-10-1893          | 4-6-1953      | Manuel Cardoso do Couto (Q10324046)              |
| Francisco de Melo e Noronha         | 1863               | 1953          | Francisco de Melo e Noronha (Q124025885)         |
| António de Cardiellos               | 1875               | 1953          | António de Cardiellos (Q123478143)               |
| Avelino Ramos Meira                 | 1874               | 1953          | Avelino Ramos Meira (Q123614788)                 |
| Joaquim Prata                       | 30-7-1882          | 9-11-1953     | Joaquim Prata (Q109538929)                       |
| Julião Soares de Azevedo            | 1920               | 1953          | Julião Soares de Azevedo (Q123198332)            |
| Augusto Neuparth Vieira             | 31-12-1888         | 1953          | Augusto Neuparth Vieira (Q24013830)              |
| Abade Arede                         | 11-12-1869         | 1953          | Abade Arede (Q5493123)                           |
| Henrique Marques Junior             | 1-1-1881           | 1-1-1953      | Henrique Marques Junior (Q104634234)             |